# Matthew Macfadyen

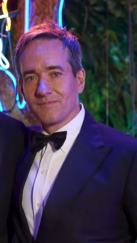
Matthew Macfadyen bei den Emmys 2023

David Matthew Macfadyen (* 17. Oktober 1974 in Great Yarmouth, England) ist ein britischer Schauspieler.

## Leben und Leistungen
Von 1992 bis 1995 studierte Macfadyen an der renommierten Royal Academy of Dramatic Arts. Bekanntheit erlangte er besonders durch seine Rolle als MI5-Agent Tom Quinn in der BBC-Serie Spooks. 2004, in der dritten Staffel, stieg Macfadyen aus der preisgekrönten Serie aus und widmete sich seiner Filmkarriere.
2004 übernahm Macfadyen eine Rolle in dem neuseeländischen Film Als das Meer verschwand unter der Regie Brad McGanns, für die er im Juli 2005 mit dem New Zealand Film Award als bester Schauspieler ausgezeichnet und für den British Independent Film Award nominiert wurde. Die Rolle des Mr. Darcy spielte Macfadyen in Joe Wrights Romantikdrama Stolz und Vorurteil nach dem Roman von Jane Austen. Der Film mit Keira Knightley als Elizabeth Bennet erschien 2005 und brachte dem Schauspieler den Character and Morality in Entertainment Award und eine Nominierung für den London Critics Circle Film Award ein.
Für seine Rolle in dem Fernsehdrama Secret Life erhielt Macfadyen am 19. März 2008 einen Royal Television Society Award als bester Schauspieler. Ebenfalls für diese Rolle war er für einen BAFTA Award nominiert, der am 20. April 2008 vergeben wurden.
2008 wurden die Filme Incendiary und Frost/Nixon veröffentlicht. Darin spielt Macfadyen neben so namhaften Schauspielern wie Ewan McGregor und Michelle Williams bzw. Frank Langella und Kevin Bacon eine tragende Rolle. Außerdem hatte er Rollen in der Fernsehproduktion Miss Marple: A Pocket Full of Rye und der Charles-Dickens-Filmadaption Little Dorrit. In einer Gastrolle trat er in der BBC-Produktion Ashes to Ashes – Zurück in die 80er u. a. an der Seite seiner Ehefrau Keeley Hawes auf, und zwar in Episode 7 der 1. Staffel („The Man With the Child in His Eyes“).
Überdies drehte er im Jahr 2009 die Filme Enid und Criminal Justice fürs britische Fernsehen sowie fürs Kino die Robin-Hood-Verfilmung von Ridley Scott mit Russell Crowe in der Titelrolle. Am 6. Juni 2010 wurde Macfadyen mit einem BAFTA Award für seine Darstellung des Joe Miller in Criminal Justice als bester Nebendarsteller ausgezeichnet.
In der internationalen Fernsehproduktion Die Säulen der Erde nach dem Bestseller von Ken Follett spielte er die zentrale Figur des Prior Philip. Außerdem verfilmte man im Sommer 2010 mit Macfadyen als eine von drei Verkörperungen des Protagonisten Logan Mountstuart das biografisch angehauchte Buch von William Boyd „Eines Menschen Herz“. Im Jahr 2010 stand Macfadyen in Deutschland für die 3D-Neuverfilmung der Drei Musketiere  von Paul W.S. Anderson vor der Kamera, in der er die Rolle des Athos spielte.
Von Mai bis August 2005 war Macfadyen neben Michael Gambon als Henry, Prince of Wales, in Shakespeares Historiendrama Heinrich IV. am National Theatre in London zu sehen. Vom Juni bis Anfang August 2007 spielte Macfadyen in London am Royal Court Theatre in dem Stück The Pain and the Itch von Bruce Norris. Im Februar 2010 trat Macfadyen am Theatre Royal Bath sowie danach vom fünf Wochen lang am Vaudeville Theater in London an der Seite von Kim Cattrall in der Komödie Private Lives von Noël Coward auf.
Im Jahr 2022 erhielt er für seine Nebenrolle des Tom Wambsgans in der Dramaserie Succession einen Emmy, 2024 einen Golden Globe.
Neben seiner schauspielerischen Tätigkeit arbeitet Macfadyen als Sprecher für Hörbücher, Fernsehdokumentationen und Computerspiele.
Seit Oktober 2004 ist Macfadyen mit der britischen Schauspielerin Keeley Hawes verheiratet, mit der er zwei Kinder hat.

## Theater
- 1994: The Crimson Island
- 1994: The Country Wife
- 1995: Einer flog über das Kuckucksnest
- 1995: The Libertine
- 1995: The Duchess of Malfi
- 1996: Ein Sommernachtstraum[1]
- 1998: Viel Lärm um nichts
- 1998: The School for Scandal
- 1999: Battle Royal[2]
- 2005: Heinrich IV.[3]
- 2006: Total Eclipse[4]
- 2007: The Pain & the Itch[5]
- 2010: Private Lives
- 2011: Die drei Musketiere (The Three Musketeers)
- 2013–2014: Jeeves and Wooster in Perfect Nonsense

## Filmografie

### Fernsehen
- 1997: Holding The Baby
- 1998: Sturmhöhe (Wuthering Heights, Fernsehfilm)
- 1999: Warriors – Einsatz in Bosnien (Warriors)
- 2000: Murder Rooms – The Dark Beginnings of Sherlock Holmes
- 2001: Perfect Strangers
- 2001: The Way We Live Now
- 2002: Projekt Machtwechsel (The Project)
- 2002–2011: Spooks – Im Visier des MI5 (Spooks, Fernsehserie, 19 Folgen)
- 2007: Secret Life
- 2008: Ashes to Ashes – Zurück in die 80er (Ashes to Ashes)
- 2008: Agatha Christie’s Marple: Das Geheimnis der Goldmine (Agatha Christie’s Marple: A Pocket Full of Rye, Fernsehfilm)
- 2008: Klein Dorrit (Little Dorrit, Fernsehserie, 14 Folgen)
- 2009: Criminal Justice II
- 2009: Enid
- 2010: Die Säulen der Erde (The Pillars Of The Earth)
- 2010: Any Human Heart (Fernsehserie, 4 Folgen)
- 2012–2016: Ripper Street (Fernsehserie)
- 2015: The Last Kingdom
- 2017: Howards End (Miniserie)
- 2018–2023: Succession (Fernsehserie)
- 2020: Quiz (Miniserie)
- 2023: Stonehouse (Miniserie)

### Kino
- 2000: Maybe Baby
- 2001: Enigma – Das Geheimnis (Enigma)
- 2003: The Reckoning
- 2004: Als das Meer verschwand (In My Father’s Den)
- 2005: Stolz und Vorurteil (Pride & Prejudice)
- 2006: Middletown
- 2007: Sterben für Anfänger (Death at a Funeral)
- 2007: Grindhouse
- 2008: Blown Apart (Incendiary)
- 2008: Frost/Nixon
- 2010: Robin Hood
- 2011: Die drei Musketiere (The Three Musketeers)
- 2012: Anna Karenina
- 2014: Welcome to Karastan (Lost in Karastan)
- 2015: Die Trapp Familie – Ein Leben für die Musik
- 2017: Edison – Ein Leben voller Licht (The Current War)
- 2018: Der Nussknacker und die vier Reiche (The Nutcracker and the Four Realms)
- 2019: The Assistant
- 2021: Die Täuschung (Operation Mincemeat)
- 2024: Deadpool & Wolverine
- 2025: Holland

## Sprecher (Auswahl)
- 2000: The Voyage of the Beagle
- 2001: Trampoline
- 2003: Essential Poems (To Fall In Love With)
- 2004: The Coma
- 2004: Getting Away From It: The Island
- 2005: Stories We Could Tell
- 2006: The 9/11 Liars
- 2006: Nuremberg: Nazis On Trial
- 2007: Robin Hood's Quest & The Quest For Aladdin's Treasure
- 2007: The Blair Years
- 2008: Words of War
- 2009: Dangerous Jobs for Girls
- 2009: Inside MI5
- 2010: Carte Noir – Matthew Macfadyen reads 'Pride and Prejudice'
- 2014: 24 Hours on Earth
- 2014: If I Don't Come Home: Letters From D-Day